# IJP イジュウインパーク
『IJPイジュウインパーク』（アイジェイピー イジュウインパーク）は、2010年4月9日から2011年3月25日まで放送されたTOKYO MXのテレビ番組。ハイビジョン制作。

## 放送時間
- 毎週金曜23:00 - 23:30（2010年4月9日 - 2011年3月25日）
原則収録だが月末は生放送を行っている。

## 概要
『伊集院光のばんぐみ』（日本BS放送）、『伊集院光のしんばんぐみ』（日本BS放送）以来の伊集院光の冠番組。オールロケであった前述の二番組と違いTOKYO MXのスタジオで収録、月末のみTOKYO MXのニューススタジオで生放送という形式をとっているが生放送後の2週程度は生放送前に収録したものを放送するためねじれ現象が生じている。そのためレギュラー降板企画が行われた場合はその週の放送で出演者に明らかになるが伊集院が「もうこの人はレギュラーじゃない可能性があります」など弄るのが定番となっている。
「デジタル&ど根性」（略称「D&D」）を番組スローガンに掲げており、TwitterやUstream等のウェブサービスを用いて、出演者が体を張った企画に挑戦する。
ハイビジョン制作でアナログ放送では16:9レターボックスで放送を行っている。
また、3ヶ月ごとに1シーズンと区切っており、2011年1月からの放送は「フォースシーズン」と表現しており、シーズンごとにオープニングVTRが変更されている。

### オープニングVTR
前述通りオープニングはシーズンごとに入れ替えを行っている。
- ファーストシーズン(2010年4月30日 - 6月25日）

レギュラー陣がそれぞれ撮影したダンスVTRを編集したオープニング、2010年4月9日 - 4月23日まではオープニングVTR作成中というお断りが流れていた。
- セカンドシーズン（2010年7月2日 - 9月24日）

レギュラー陣の顔写真が次第に伊集院光のモザイクアートになるというオープニング。
- サードシーズン（2010年10月1日 - 12月24日）
- フォースシーズン（2011年1月7日 - 3月25日）

ある質問に答えたレギュラー陣が回答が表示されるVTRでその質問は番組では一切明かされないため視聴者はどういう質問だったのか想像する必要がある。

## 出演者
伊集院、三田寺は毎週出演、それ以外の出演者は月に2.3回程度出演している。
※出演者名横に書かれているのは番組内で使用される「キャッチフレーズ」
- 伊集院光【お馴染みのおっさん】

番組での肩書きは「パーク支配人」。企画立案など番組に深く関わっておりラジオ番組「伊集院光 深夜の馬鹿力」ではその裏話をすることもある。
- 三田寺理紗 (Girl〈s〉ACTRY)【おっとりお嬢ちゃん】

伊集院曰く番組のフィクサー（実質番組のアシスタント）。伊集院からは、三田寺大先生と呼ばれ、番組最後は彼女が今週の放送の感想を言うのが恒例。
- さがね正裕（X-GUN）【嫁鬼を持つ男】

「Twitter天国リプライ地獄」で最下位となり一時降板。その後、「Twitter天国リプライ地獄」にて使用されたTwitterを何の断りもなく更新し続けたことにより、伊集院の怒りを買う。その後、ファーストシーズン最終回には元レギュラーとしてスタジオ出演。セカンドシーズンより復帰。元は相方の西尾季隆が出演する予定だったが、西尾のスケジュールが合わなかった為、代わりにレギュラーに起用されたという経緯がある。
- 桐畑トール（ほたるゲンジ）【最後の昭和芸人】
- 田代32【若手最高齢】

「黙って伊集院について来い」で最下位チームとなり一ヶ月出演禁止。その後、「ニジュウニンハシル」にて復帰。
- 河野和男（ヒットマン）【人間に一番近いゴリラ】

「黙って伊集院について来い」で最下位チームとなり一ヶ月出演禁止、その後、スタジオ出演にて復帰するも「第2回ユーストリーム逆オーディション」にて二度目の一ヶ月出演禁止になったものの11月27日放送分より復帰。
- オテンキ【ホップ・ステップ・小ボケ】

「CCCM」の30秒以内にタイピングにチャレンジする企画で失敗し一時降板（しかしこれは番組が2010年6月をもって終了することがほぼ確定していたためどっちみち降板というドッキリに近い形式だった）、セカンドシーズンより復帰。
- 白鳥久美子（たんぽぽ）【アゴのお姉さん】
- 一木美里【名門ひまわり幼稚園ご出身】

伊集院と同じ幼稚園出身のため、伊集院支配人の「学閥採用」とされている。
- 矢敷姉妹（矢敷真帆・梨紗）【邪悪なマナカナ】

MXマニアックスより
- 法薬女子大学【法の目をかいくぐり薬を処方する】

「ミス・ミスター三田寺コンテスト」で最下位となり一時降板、セカンドシーズンより復帰。
- プラント

第1回ユーストリームオーディションより
- 川村エミコ（たんぽぽ）【陰気なお姉さん】
- 龍勝【乾いた笑いに乾いた肌】

「黙って伊集院について来い」で最下位チームとなり一ヶ月出演禁止。その後、「ニジュウニンハシル」にて復帰。
第2回ユーストリームオーディションより
- ぷち観音 安藤は【カエラカッ豚】・松原は【MSG（モースーグー）30】
- ジャスティス岩倉【筋肉100%脳ミソ0%】
- イマニヤスヒサ【イマニさん】

イマニはレギュラーになる前に「黙って伊集院についてこい」でアシスタントとして一度出演。

## 行われた企画

### ファーストシーズンで行った企画
オープニングVTRを作ろう
Canonの協力でビデオカメラを使って、番組オープニングのダンスを出演者が撮影、その素材を元にオープニングVTRを制作、2010年4月30日 - 6月25日放送分まで使用されていた。
Twitter天国リプライ地獄
無名芸能人4人（河野、一木、白鳥、さがね）が、初回放送（2010年4月9日放送）終了後から同月16日（本来は29日までだったがあまりにもユーザーからの質問が多かったために16日に変更された）までTwitter上で、ユーザーから投げかけられた普通の質問に対して、普通のリプライ（回答）をひたすら返し続ける企画。
当初はリプライ量のみで勝敗を決めていたが、諸事情（短時間に大量のツイートをした事によるツイート規制など）によりリプライの内容（伊集院曰く「普通の回答をした人」）などを含めた総合結果で順位を決定。
結果は、企画終了翌日（同月30日）に、生放送で発表。最下位はスタジオ入室禁止（降板）という罰ゲームがある。
SAGANE NIGHT FEVER
X-GUNのさがねによる一発ギャグ披露のコーナー。番組初回で放送されたものの放送2回目で伊集院の口から終了宣言がされた。
第1回ユーストリームオーディション
IJP イジュウインパークの出演権をUstreamを使用してオーディションを行う企画。オーディション場所はオテンキののりの自宅（通称：日本初のUstream専門スタジオ「のりちゃんスタジオ」）から生中継された。
ミス・ミスター三田寺コンテスト
ツイッター連動企画、女性レギュラー陣と桐畑トールが番組レギュラーの三田寺理紗になりすまして（三田寺本人も参加）ツイッターのユーザに送られ質問に答えてどれが三田寺理紗なのかを視聴者投票で決定する企画。2010年5月21日放送終了後に行われ、翌週2010年5月28日放送分で生投票が行われ最下位に選ばれた人は降板、三田寺理紗本人を当てた視聴者には抽選で参加者全員の三田寺理紗風（本人含む）のサイン色紙がプレゼントされた。優勝は唯一の男性だった桐畑トール。
セットを作ろう
番組のセット作成する企画、視聴者からカロリー（食べた料理の写真）をホームページで募集。その写真をモザイクアートの要領で貼りつけていき伊集院の大きな一枚の写真を作る。2010年5月27日の生放送でお披露目となった。
筋書きのある野球をやろう!
伊集院が考えた筋書きに対して若手芸人たちがその筋書き通りに野球がプレイが出来るを試す企画（月刊イジューインにて類似企画あり）。一つの筋書き（例えばセーフティバントによる出塁など。大体は出塁だが併殺等もある）に対して30分の制限時間が設けられ、その時間内に出来なかった場合はデッドボールを受けて強制出塁させられる（併殺のシーンなど、出塁による処理が出来ない状況ではそれなりの処理がなされてしまう）。また、この企画で使用された野球のユニフォームは読売ジャイアンツのユニフォームを手掛けているアディダス協力で作成された。
今週のピックアップCM
番組スポンサーだったコカ・コーラ製品の紹介コーナー。このコーナーは伊集院などの出演者は出ておらず代わりにTOKYO MXアナウンサー田野辺実鈴または小泉恵未が出演して製品紹介とその製品のCMが流れる。また毎週コカ・コーラ製品または番組特製Tシャツのプレゼントが実施されている。
MXマニアックス
TOKYO MXを長時間視聴した芸人がそれぞれ注目した項目をプレゼンする企画、1回のみの放送で自然消滅。
悪夢の一枚
番組レギュラー陣のプロフィール写真を撮影する企画。しかし、写真はイマイチな写真ばかりで選ばれた写真はホームページに掲載されている、1回のみの放送で自然消滅。
IJ Photo
ファーストシーズンから番組終了まで行われた企画。「伊集院光のばんぐみ」、「伊集院光のしんばんぐみ」で行ってきた「伊集院光のしゃしん」と同系統企画。伊集院が出したお題に対して若手芸人が写真を撮ってくる企画。
CCCM
ファーストシーズンから番組終了まで行われた企画。「ウルトラC」、「難しいの『C』」 ような難易度が高いCMを制作。チャレンジに成功したCMは実際に番組CMとしてTOKYO MX放送されている。現在のところファーストシーズンにて矢敷姉妹・三田寺理紗の2組が課題に成功、サードシーズンにて白鳥久美子・安藤なつの二人によるスーパースローカメラ対決で勝った白鳥久美子、フォースシーズンにてぷち観音と田代32が1円玉20枚ドミノCM、オテンキ江波戸が1km5分CMに成功し現在のところ5組のCMが実際に放送された。
電子書籍を作ろう!
ファーストシーズンから番組終了まで行われた企画。番組メンバーで著作権が切れてしまった昔話を使ってレギュラーメンバーで絵本を制作、電子書籍で販売する企画。ただし伊集院と三田寺が考えた場面とかぶってしまった場合はボツとなる。

### セカンドシーズンで行った企画
芸人ラブイズオーバーがうまい王座決定戦!
欧陽菲菲の代表曲「ラヴ・イズ・オーヴァー」を歌ってもらい一番うまい芸人を視聴者投票で決定する企画、間奏では伊集院による芸人の失恋エピソードが読み上げられる。また、優勝者には歌手デビューという特典がついており、それぞれ勝った白鳥と川村の二人がアルプス一万尺の替え歌でデビューすることが決まり、2010年9月10日午前5時から着うたフルとmoraにて配信され、当日は配信開始記念としてのりちゃんスタジオにてUstream中継を行った。
黙って伊集院について来い
3チームに分かれ、都内をある法則に従って移動する伊集院を捕獲するゲーム企画。捕まえられなかった1チームは1ヶ月番組出演禁止という罰がある。
ルールは出場者にiPhone・東京メトロの路線図・東京都内の地図・現金1000円・TOKYO MXのイメージキャラクター「ゆめらいおん」が書かれたフリップ支給され、iPhoneでは伊集院が中継ポイントに来るたびにユーストリームを使ってヒントを配信。また、出場者は交通機関を使うことは禁止、徒歩のみで移動する。
本当は怖い話だった…話
怪談コレクターである伊集院が若手芸人に怪談を聞かせて、その怪談を改めて若手芸人に語らせてその話を聴いた伊集院どちらが怖かったかを判定をする企画。のちに『伊集院光のばらえてぃーばんぐみ』でリブートされた。
たんぽぽ歌手デビューへの道
「芸人ラブイズオーバーがうまい王座決定戦!」で優勝したたんぽぽ（アーティスト名は「ぷぬぽぼ」）の二人のレコーディングの模様などを密着した企画。
ニジュウニンハシル
伊集院自らフルマラソンを行う企画。ただし一度に走るわけではなく20分割にして日にちを分け走り累計の距離がフルマラソンの距離である42.195km走り終えた時点でそれを繋ぎあわせて編集しフルマラソンをした感じにする。また、撮影はカメラを備え付けた三輪自転車に若手芸人が乗って100メートル伴走したら100円のギャラが支払われ、伊集院が決めた距離を走り終えたら若手芸人がギャグを披露、そのギャグに伊集院が笑った場合は距離を延長、受けなかった場合はそこで終了となる。2010年8月13日放送分でかなり距離を走っているが放送する時間がないと伊集院自ら暴露したが2010年9月24日セカンドシーズン最終回の生放送にてゴールした。

### サードシーズンで行った企画
秋だから遠足に行こう!〜白鳥に似た石を探そう〜
秋川渓谷で白鳥久美子に似た石を探す企画、2週にわたって放送され各自白鳥に似た石に装飾をしロケに参加していないレギュラー陣が採点、優勝した作品はスタジオのセットとして永久展示、逆に最下位だった作品は作者自ら一人で秋川渓谷に返却しないといけないという罰ゲームが行われた。
第2回ユーストリームオーディション
サードシーズンから行われる企画。IJP イジュウインパークの出演権をUstreamを使用してオーディションを行う企画第2弾。今回は番組プロデューサー大川に連絡がとれる人という条件で出演を者を募る、オーディション場所は前回ののりちゃんスタジオは老朽化などの理由により使えないためTOKYO MXの局内にあるUstream専用スタジオOBJ（男便所）スタジオに変更して行われ、上位2組がレギュラーとなる。また、1次面接にてオーディション参加者も審査員として参加、審査をしているレギュラー陣に悪い印象があった人を投票しており得票数が一番多かった人が1ヶ月出演禁止という逆オーディションを実施された。
冬のダイエット祭り
サードシーズンから始まりフォースシーズン1月まで行われた企画。以下の二つが実施された。
お前らまとめて消してやる!
アンケートでダイエット企画を希望し減らしたいキログラム数が一桁だった、三田寺・イマニ・GO・松原・中村の5人と伊集院が目標体重20kgをどれだけ近く減らせられるか競う企画、どれだけ減らすことが目的ではないため目標体重より減ってしまった場合は事前に水を飲んだりおもりを付ける等して目標体重を調節する。途中経過、最終結果で勝ったチームには女性にはエステの無料利用券男性にはスポーツジムの無料利用券が負けた方にはクソデブ賞として代表の一人がケツキックやケツバットなどの罰ゲームを受ける。
ダイエット団体戦200Kg超級
アンケートでダイエット企画を希望し減らしたいキログラムが二桁だった、河野・桐畑・古川チームVSのり・田代32・白鳥チームの団体戦でダイエットを行う企画、こちらは減らすことが目的のため体重調整は行わない。毎月生放送の日の本番前に計測を行い負けたチームは生放送に出られない。
D&Dカルタ2011
サードシーズンから行われている企画。伊集院が考えた読み札に対してレギュラー陣が体を張り取り札の写真を撮影する企画。
せっかくSonyさんがついてるんだから新しい音声コンテンツを作っちゃおう
サードシーズンから行われている企画。番組スポンサーであるSonyMusicの技術を利用して番組発の音声コンテンツを作る企画。2011年1月14日放送分で「ランニングパートナー・皇居一周オテンキと走ろう」が完成、moraにて配信が行われている。

### フォースシーズンで行った企画
おいしいパンを食べよう
レギュラー陣が発案したパンを食べる企画、上位3組がどういうパンを作ったのかオンエアされる。
生放送・ノータイマー・ノーカンペ・セメントマッチ
2011年2月度生放送にて実施、スタジオ内すべての時計カンペがない状態で生放送を行い規定時間内に企画2つを行い番組を終了出来るのかを挑戦する。規定時間内に終了できなかった場合は出演陣の右足の靴がセメントプールに落とされてしまう。
Mr.女子力コンテスト〜ティーンズ部門〜
過去にテレビ朝日で放送された深夜番組「虎ノ門」伊集院発案企画「オールナイ虎の門〜はがき職人への道〜」を踏襲した企画、番組アシスタント三田寺理沙の架空のラジオ番組に男性レギュラー陣が投稿し採用されたら缶バッヂ一番優秀な作品を投稿した人には3000円がプレゼントされる。

## スポンサー
- coca-colaPark　(2010年4月 - 6月)

コカ・コーラが運営するサイト。番組で使用されているCMは前述のピックアップCMのコカ・コーラ製品のCMを除いて番組が撮り下ろしたCMが使用されていた（CM時間はピックアップCMを含めて60秒CMが3本で180秒）。
提供クレジット画面はカラー表記にcoca-colaParkのロゴで表示され、「この番組はあなたの生活をハッピーにするcoca-colaParkの提供でお送りします（した）」と読み上げられた。
coca-colaParkがスポンサー期間中はIJPイジュウインパーク特設ページがありIJ Photoの写真閲覧やCCCMの完成版CMの配信、ユーストリームオーディションのダイジェスト版の配信などを行っていた。
- SonyMusic　(2010年7月2日 - 2011年3月)

番組終了10日前に決定し、2010年7月2日放送分よりスポンサーとなった。1本目の60秒のみであるため厳密には一社提供ではない（残りの2本はTOKYO MXの番組宣伝や損害保険会社のCMなどが入る）。
これによりTOKYO MXで放送しSonyMusicが制作している番組レーベルである「E!TV」の金曜枠を含めて23時〜24時30分までSonyMusicが関わることになり、CMでは販売はSonyMusic関連企業のアニプレックスではあるものの「E!TV」に属しているバラエティ番組のDVDのCMが流れた。

## スタッフ
- パーク支配人:伊集院光
- 構成:相川健一
- ヘアメイク:株式会社三ノ輪
- 技術協力:株式会社アクトファースト
  - SW:前野自文
  - CAM:三橋幸夫、信山龍太郎
  - VE:田端浩
  - VTR:長谷川めぐみ
  - MIX:坂本昌哉
  - AUD:柴田豊
- 照明:共立ライティング
- 美術:SPart
- TK:竹内朋子
- タイトルロゴ:佐藤政亨
- 制作協力:ホリプロ
- デスク:上野明子
- AD:緒方基家、近藤奈穂実
- ディレクター:山田祐輔、松田敏樹、山根敬史
- プロデューサー:大川貴史
- 製作著作:TOKYO MX